# 富倉そば
富倉そば（とみくらそば）とは、長野県飯山市富倉に伝わる、つなぎに山ごぼう（主にオヤマボクチ）の茸毛（葉の繊維）を使った蕎麦。飯山市はこれを「飯山市選択無形民俗文化財」に選択している。

## 概要
主な特徴は、そばのつなぎにオヤマボクチの葉を使用していることで、風味がよく、腰が強いとされる。
同様の製法の蕎麦に同じ北信地方の山ノ内町須賀川地区の須賀川そば（すかがわそば）、富倉に隣接する新潟県妙高市長沢の長沢そば（ながさわそば）があるほか、斑尾高原や中野市や東京都内でも富倉そばを供する店がある。
富倉地区で農家が営む食堂で提供される富倉そばは、十割蕎麦にも通じる香りの良さやコシが強くのど越しの良い麺の魅力と、交通の不便な地域でしか味わえなかった希少性から一部では「幻のそば」として紹介される。